# 매니코어마모셋
매니코어마모셋(Mico manicorensis)은 비단원숭이과에 속하는 신세계원숭이의 일종이다. 마모셋 중의 하나로 브라질이 원산지다. 마데이라 강 인근의 마나우스에서 약 320 km보다 채 떨어지지 않은 곳에서 발견되었다.
몸은 연한 회색이며, 오렌지색 다리와 검은 꼬리, 핑크색 얼굴 그리고 털이 없는 귀를 갖고 있다. 몸 길이는 꼬리를 제외하고 약 23 cm이며, 꼬리는 38 cm정도 된다. 몸무게는 약 340 g정도 나간다.